# ビッグ・ブッキング・エンターテインメント
株式会社BBE（英文社名：Big Booking Entertainment Co., Ltd.）は、日本の芸能事務所。所在地は東京都渋谷区本町。

## 会社概要
A-PLUS（A-team系列）と業務提携していたエムズファクトリーのマネージャー大本英正が独立し、2015年に設立された芸能プロダクション。

## 所属タレント
- 志茂田景樹
- 下田大気
- たかはしゆい (元SDN48)
- ゆーとぴあ
- 城後光義 (ゆーとぴあホープ)
- 中村ゆうじ
- 葉月パル
- 南部虎弾 (電撃ネットワーク)
- ギュウゾウ (電撃ネットワーク)
- ダンナ小柳 (電撃ネットワーク)
- 境貴雄 (現代美術家)
- 小林聡
- Pちゃん
- 生田佳那
- 日里麻美
- 西原愛夏
- 花瀬めぐみ
- 加藤桃子
- 松本一人
- 国分博